# Mangostigmus malabaricus
Mangostigmus malabaricus is een vliesvleugelig insect uit de familie Torymidae. De wetenschappelijke naam is voor het eerst geldig gepubliceerd in 2007 door Narendran & Vijayalakshmi.